# Visolaje
Visolaje je naseljeno mjesto u okrugu Púchov u  Trenčínskom kraju u Slovačkoj.

## Stanovništvo
| Godina:     | 1993. | 2003.   | 2013.   | 2023.   |
| ----------- | ----- | ------- | ------- | ------- |
| Broj ljudi: | 921   | 947     | 901     | 981     |
| Razlika:    |       | +2,82 % | -4,85 % | +8,87 % |

| Godina:     | 2022. | 2023.   |
| ----------- | ----- | ------- |
| Broj ljudi: | 985   | 981     |
| Razlika:    |       | -0,40 % |

Prema podacima o broju stanovnika iz 2023. godine naselje je imalo 981 stanovnika.

## Vanjske poveznice
|  | Zajednički poslužitelj ima još gradiva o temi Visolaje |

- Službena stranica naselja (sl.)